# 사정전
경복궁 사정전 (景福宮 思政殿)은 서울특별시 종로구 사직로 161, 경복궁 내에 있는 조선시대의 건축물이다. 2012년 3월 2일 대한민국의 보물 제1759호로 지정되었다. 사정전(思政殿)은 왕이 나랏일을 보던 편전의 중심 건물로 좌우의 만춘전(萬春殿)과 천추전(千秋殿)과 함께 편전을 이루고 있다. 근정전에서 업무하지 않을땐 사정전에서 하였고 추울때도 사정전에서 했다. 이곳은 원래
아침조회를 하는 곳이었는데, 이곳에서도 업무를 보기 시작했다.

## 입지 현황 및 역사문화환경
경복궁은 전조후침 및 삼문삼조의 기본배치 원리에 따라 치조, 내조, 외조의 구역으로 크게 나뉘며 각기 제 기능에 따른 전각이 배치되었다. 치조 구역에는 경복궁의 정전인 근정전이 있고,그 뒤로 사정전, 만춘전, 천추전이 자리 잡고 있다. 사정전은 왕이 평상시 거처하며 정사를 보살피던 곳으로 근정전에서 뒤편으로 사정문을 지나면 정면에 위치하며, 양 측면에 만춘전,천추전이 있다. 그 뒤로는 왕과 왕비의 침전인 강녕전과 교태전이 위치해 있다. 사정전은 만춘전, 천추전과 더불어 편전으로서 정사를 보았던 곳으로 사정전에는 온돌이 없고 만춘전과 천추전에는 온돌이 있어 겨울에는 만춘전과 천추전에서 정사를 보고 경연을 했을 것으로 추정된다. 사정전의 정문은 근정전과 통하는 사정문인데 그 좌우에는 서쪽부터 천자문의 글자 순서를 따라 천자고~월자고까지 궁중의 창고가 있는데 창고의 모습은 없어지고 현판만 남아있다.

## 연혁 및 건축적 특징
사정전은 경복궁 창건 당시인 태조 4년(1395)에 지어졌으며, 명종 8년(1553)에 불탄 뒤 재건했다. 그 후 선조25년(1592)4월 임진왜란으로 인해 경복궁의 수많은 전각과 궁문이 모두 대화(大火)를 당하게 되었으며, 현재의 건물은 고종 4년(1867)에 근정전, 경회루, 수정전 등과 함께 중건되었다.
일제 시대 사정전 일곽은 1915년 시정 5주년 기념사업인 조선물산공진회 당시 사정전은 박애관, 만춘전은 경비실, 천추전은 심사실 등으로 개조되어 사용되었으며, 그 후 6.25동란으로 만춘전이 파괴되었으나,1988년 다시 중건되었다.‘사정’은 ‘선정을 생각하다‘라는 뜻으로 정도전이 작명하였으며, 천하의 이치는 생각하면 이를 얻을 수 있고 생각하지 않으면 이를 잃게 되는 것이므로 왕으로 하여금 깊이 생각하여 정치할 것을 촉구하는 내용이다. 현판은 경복궁을 중건할 때 이조판서로 있던 조석우가 썼다.
평면은 정면 5칸,측면 3칸으로 어칸을 협칸보다 2배 가까운 길이로 넓게 잡았고, 측면에서도 중앙칸을 훨씬 크게 한 것이 특징이다.
기단은 장대석 3벌대 기단이고, 어칸에 소맷돌이 있는 계단이 설치되어 있으며,초석은 원형초석이다. 가구는 2고주 7량가의 다포식이며, 단면이 굵은 창방 뺄목은 운궁처리로 하여 평방을 받고 있다. 평주에서도 퇴보의 뺄목을 안초공으로 연결하여 창방과 평방을 감싸게 되어서 화려한 감각을 주게 된다. 공포는 4면 모두 어칸에만 2개의 간포를 배설하고, 협칸, 퇴칸은 1개를 설치하였다. 쇠서는 앙서로 처리하였고, 내부의 포작은 모두 화려하게 운궁초각하였다. 천정은 우물천정에 단청문양이 화려하다. 지붕은 겹처마 팔작지붕으로 용마루와 내림마루에는 양성을 하고 취두·용두·잡상을 배열했다.
창호는 4면 모두 띠살창 4분합문으로 하고, 그 위에 교창을 설치하였다.바닥은 우물마루에 내부칸막이 시설없이 하나의 공간이지만 중앙에 어좌를 설치하기 위한 2개 고주를 세워 상부에 벽화가 있는 벽체가 구성되어 있다.

## 지정 가치
사정전은 왕이 평소에 거처하며 정무를 수행하는 편전으로 정전인 근정전과 함께 치조의 중요한 건물이다. 고종 4년(1867)에 중건한 당시의 외관이 잘 남아있고, 편전의 위엄을 지닌 공포짜임을 비롯한 구조양식 전반과 기능 충족을 위한 공간구성 등의 면모를 비교적 잘 간직하고 있어 역사적, 건축적으로 보존가치가 높은 건물이다.

## 같이 보기
- 경복궁
- 근정전

## 참고 자료
- 사정전 - 국가유산청 국가유산포털